# Єзуїтська колегія (Прага)

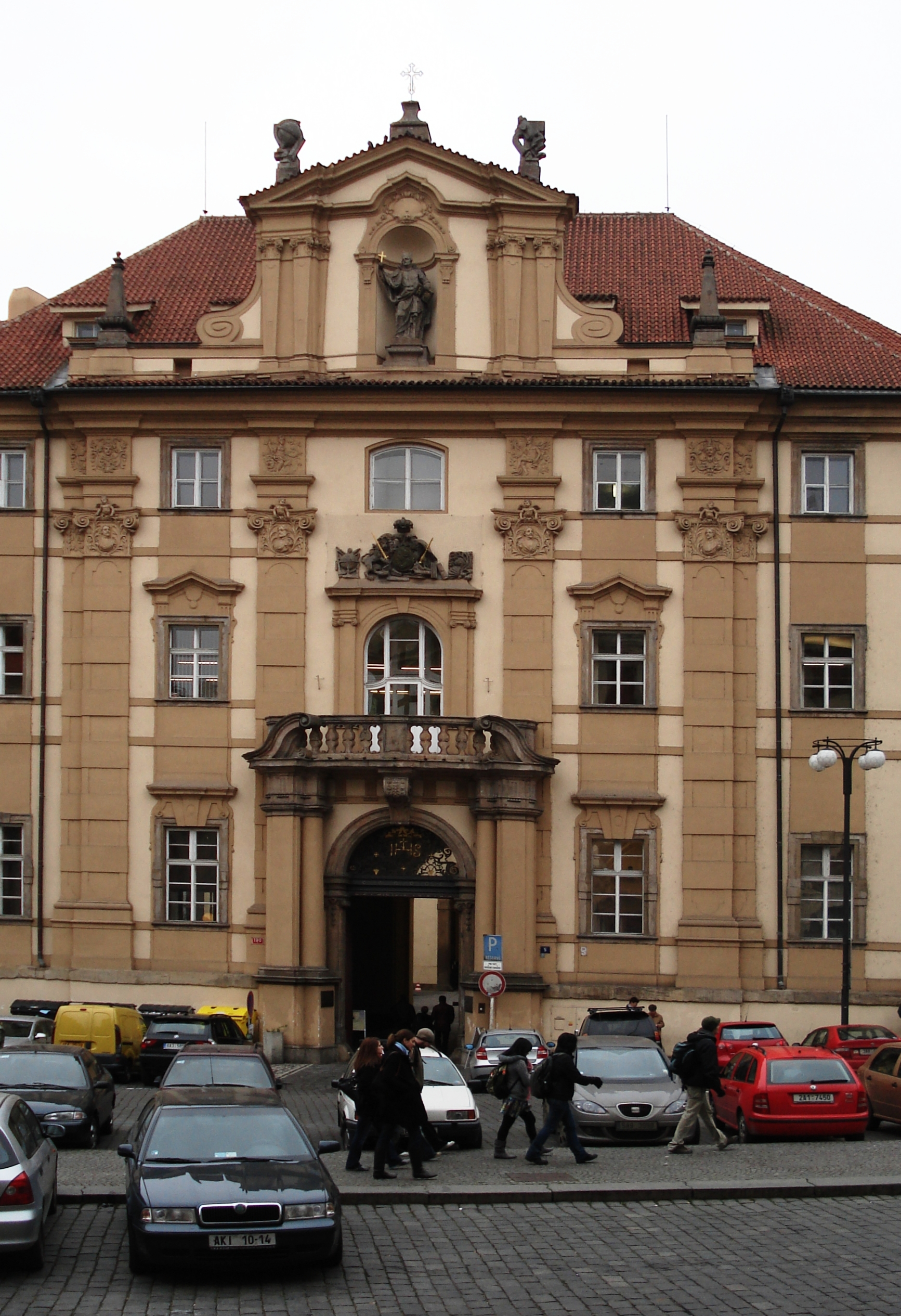
Східний вхід до Клементінум, в якому у 1556—1654 діяла Колегія св. Вартоломея

Єзуїтська колегія святого Вартоломея у Празі — навчальний заклад отців єзуїтів у Празі, заснований у 1556. Колегія розташовувалась у комплексі будівель, який сьогодні називається Клементінум.
У 1654 році заклад приєднано до Карлового університету.
У Колегії св. Вартоломея навчалися представники єпископату Української греко-католицької церкви періоду XVII ст.